# Staré Hamry
Staré Hamry (en allemand : Althammer) est une commune du district de Frýdek-Místek, dans la région de Moravie-Silésie, en République tchèque. Sa population s'élevait à 561 habitants en 2021.

## Géographie
Staré Hamry se trouve dans le massif des Beskides de Moravie-Silésie, à 15 km au sud-sud-est de Frýdlant nad Ostravicí, à 25 km au sud-sud-est de Frýdek-Místek, à 41 km au sud-sud-est d'Ostrava et à 296 km à l'est-sud-est de Prague.
La commune est limitée par Ostravice et Krásná au nord, par Morávka et la Slovaquie à l'est, par Bílá au sud-est et au sud, et par Čeladná à l'ouest.

## Histoire
La première mention écrite de la localité date de 1649.

## Galerie

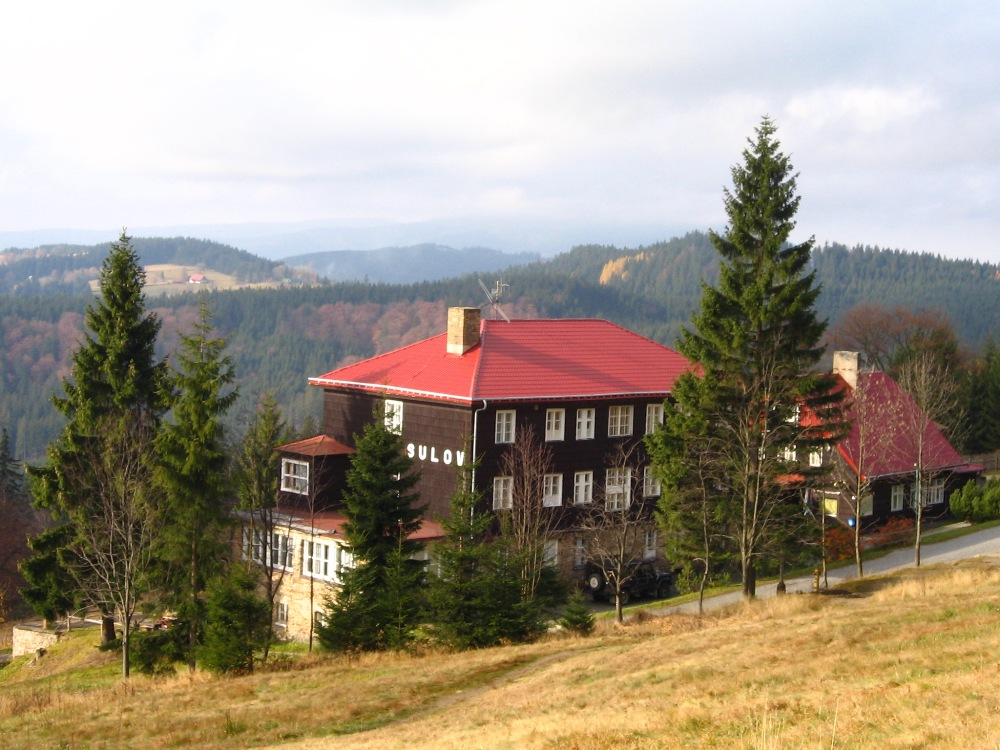
Maison Sulov à Bílý Kříž.
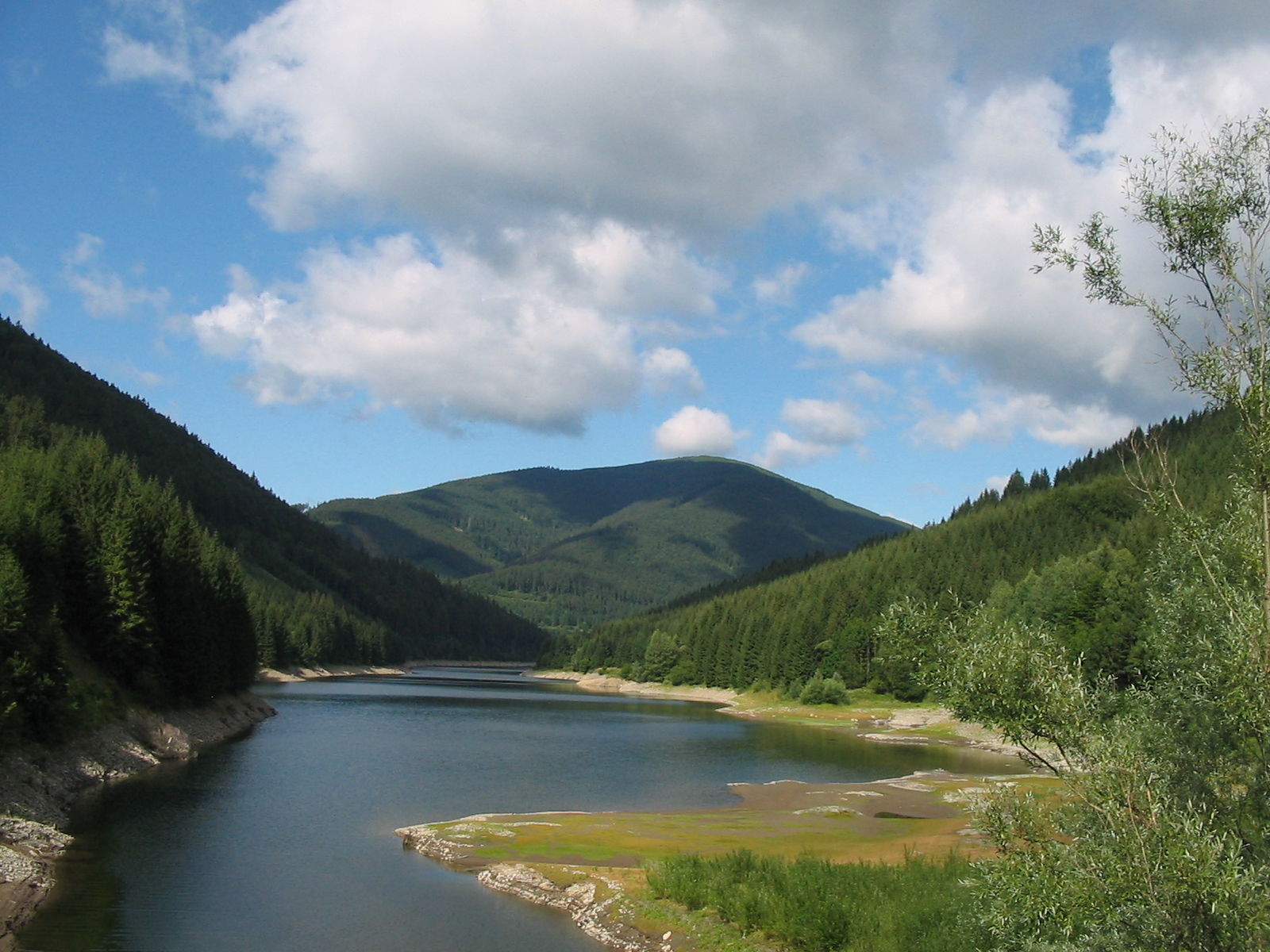
Réservoir de Šance.

## Transports
Par la route, Staré Hamry se trouve à 20 km de Frýdlant nad Ostravicí, à 32 km de Frýdek-Místek, à 51 km d'Ostrava et à 368 km de Prague.